# Новики (Октябрьский район)
Новики (бел. Но́вікі) — деревня в Октябрьском районе Гомельской области Белоруссии. В составе Волосовичского сельсовета.

## География

### Расположение
В 25 км на юго-восток от городского посёлка Октябрьский, 32 км от железнодорожной станции Рабкор (на ветке Бобруйск — Рабкор от линии Осиповичи — Жлобин), 258 км от Гомеля.

## Гидрография
На реке Тремля (приток реки Припять). На западе сеть мелиоративных каналов.

## Транспортная сеть
Транспортные связи по просёлочной, затем автомобильной дороге Октябрьский — Озаричи. Планировка состоит из короткой, близкой к меридиональной ориентации улицы. Жилые дома деревянные, усадебного типа.

## История
По письменным источникам известна с XVIII века как селение в Минском воеводстве Великого княжества Литовского. После 2-го раздела Речи Посполитой (1793 год) в составе Российской империи. В 1795 году в Бобруйском уезде Минской губернии, владение помещика И. Л. Келчевского. В XIX веке в поместье Бирча, владение помещика Местера.
В 1930 году жители вступили в колхоз. Во время Великой Отечественной войны немецкие оккупанты в апреле 1942 года сожгли 29 дворов и убили 55 жителей. В декабре 1943 года каратели убили еще 147 жителей (похоронены в могиле жертв фашизма в центре деревни). 19 жителей погибли на фронте. Согласно переписи 1959 года в составе колхоза имени М. В. Фрунзе (центр — деревня Волосовичи).

## Население

### Численность
- 2016 год — 3 хозяйства, 5 жителей.

### Динамика
- 1795 год — 26 дворов, 184 жителя.
- 1940 год — 30 дворов.
- 1959 год — 83 жителя (согласно переписи).
- 2004 год — 9 хозяйств, 18 жителей.
- 2016 год — 3 хозяйства, 5 жителей.

## Достопримечательность
- Обелиск мирным гражданам, сожженным в декабре 1943 года, ул. Первомайская (номер воинского захоронения 8268)[2].